# Реджепов, Ресул Шыхдурдыевич
Ресул Шыхдурдыевич Реджепов (туркм. Resul Şyhdurdyýewiç Rejepow) — туркменский государственный деятель.

## Биография
Родился в 1984 году в Ашхабаде.
Образование высшее. В 2006 году окончил Туркменский сельскохозяйственный университет имени С. А. Ниязова. По специальности — специалист по земледелию и шелководству.
Трудовую деятельность начал в 2007 году в объединении «Ýüpek» акционерного общества «Türkmenýüpek» Министерства текстильной промышленности Туркменистана, где проработал до 2008 года на различных должностях — специалиста, главного специалиста по производству коконов, заместителя директора объединения, главного агронома. С 2008 по 2013 год — заместитель директора, затем с 2013 года — директор Ашхабадской шёлкомотальной фабрики имени Гурбансолтан эдже Министерства текстильной промышленности. 1 февраля 2019 года Указом Президента Гурбангулы Бердымухамедова Реджепов Ресул Шихдурдыевич назначен министром текстильной промышленности Туркменистана.

## Варианты транскрипции имени и фамилии
- Имя: Ресул
- Фамилия: Реджепов